# Pomaderris cotoneaster
Pomaderris cotoneaster är en brakvedsväxtart som beskrevs av N. A. Wakefield. Pomaderris cotoneaster ingår i släktet Pomaderris och familjen brakvedsväxter. Inga underarter finns listade i Catalogue of Life.